# Dixon (Illinois)
Dixon é uma cidade localizada no estado americano de Illinois, no Condado de Lee.
Também é conhecida por ser o local da casa de infância do ex-presidente dos EUA Ronald Reagen, a Ronald Reagen Home, um dos principais pontos turísticos da cidade.

## Demografia
Segundo o censo americano de 2010, a sua população era de 15.733 habitantes.Em 2019, foi estimada uma população de 15.115.
Segundo o censo de 2000, 15,941 pessoas, 5.681 casas, e 3.488 famílias residiam na cidade. A densidade populacional foi 2,519.8 pessoas por milha quadrada (972,3 / km2). A cidade consistia em 6.138 unidades de alojamento em uma densidade média de 970,3 por milha quadrada (374.4 / km2). composição racial da cidade incluído 86.33% Branco, 10.48% Afro-americano, 0,14% Americano nativo, 0.82% asiáticos, 0,05% Ilhas do Pacífico, 1,10% de outras raças, e 1.09% de dois ou mais raças. Hispânico ou Latino de alguma raça composta 4,30% da população.

## Geografia
De acordo com o United States Census Bureau tem uma área de
17,5 km², dos quais 16,4 km² cobertos por terra e 1,1 km² cobertos por água.

## Localidades na vizinhança
O diagrama seguinte representa as localidades num raio de 20 km ao redor de Dixon.

## Pessoas notáveis
- Isaiah Roby, Jogador de basquete